# Nesticus brimleyi
Espèce
Nesticus brimleyi est une espèce d'araignées aranéomorphes de la famille des Nesticidae.

## Distribution
Cette espèce est endémique de Caroline du Nord aux États-Unis,. Elle se rencontre dans les comtés de Rutherford, de Henderson et de McDowell,.

## Description
Le mâle holotype mesure 4,00 mm et la femelle paratype 4,50 mm.

## Systématique et taxinomie
Cette espèce a été décrite par Gertsch en 1984.

## Étymologie
Cette espèce est nommée en l'honneur d'Herbert et Clement Brimley.

## Publication originale
- Gertsch, 1984 : « The spider family Nesticidae (Araneae) in North America, Central America, and the West Indies. » Bulletin of the Texas Memorial Museum, vol. 31, p. 1-91 (texte intégral).